# Филломедузы
Филломедузы (лат. Phyllomedusa) — род бесхвостых земноводных из семейства Phyllomedusidae, обитающих в Новом Свете.

## Описание
Общая длина представителей этого рода колеблется от 5 до 12   см. Голова широкая, немного уплощённая, морда короткая. Туловище крепкое. Глаза очень большие. Характерной чертой филломедуз является вертикальный зрачок, который кроме них встречается только у южноамериканских квакш рода яркоглазых квакш. Верхняя часть нижнего века прозрачная, но никогда не сетчатая, в отличие от яркоглазых квакш. Первые пальцы на передних и задних конечностях противопоставлены другим. Благодаря этому филломедузы могут охватывать тонкие ветви, по которым они медленно передвигаются, подобно хамелеонам. Лапки очень длинные и тонкие. Все пальцы снабжены расширенными круглыми присосками на концах. Перепонка отсутствует.
Спина зелёного цвета, бока и внутренние поверхности бёдер очень яркие: от ярко-оранжевого и красного до различных оттенков сиреневого, часто с полосками или пятнами. Брюхо светлое.

## Образ жизни
Населяют заросли кустарников, леса. Прячутся среди листьев. Активны преимущественно ночью или в сумерках.

## Размножение
Это яйцекладущие земноводные. Филломедузы размножаются на деревьях, откладывают икру на листья, в склееные с помощью липких выделений воронки из листьев. Позже кладка охватывается пенкой. Появляющиеся личинки падают в цветки тропических растений, розетки бромелий или прочие временные водоёмы.

## Распространение
Обитают в Центральной и Южной Америке от Коста-Рики до Аргентины и на островах Карибского бассейна.

## Классификация
На январь 2023 года в род включают 16 видов:
- Phyllomedusa bahiana Lutz, 1925 — Прибрежная филломедуза
- Phyllomedusa bicolor (Boddaert, 1772) — Двухцветная филломедуза
- Phyllomedusa boliviana Boulenger, 1902 — Верхнеамазонская филломедуза
- Phyllomedusa burmeisteri Boulenger, 1882 — Филломедуза Бурмейстера
- Phyllomedusa camba De la Riva, 1999
- Phyllomedusa coelestis (Cope, 1874) — Загадочная филломедуза
- Phyllomedusa distincta Lutz, 1950 — Бразильская филломедуза
- Phyllomedusa iheringii Boulenger, 1885 — Филломедуза Иеринга
- Phyllomedusa neildi Barrio-Amorós, 2006
- Phyllomedusa rustica Bruschi et al., 2015
- Phyllomedusa sauvagii Boulenger, 1882 — Чакская филломедуза
- Phyllomedusa tarsius (Cope, 1868) — Расписная филломедуза
- Phyllomedusa tetraploidea Pombal & Haddad, 1992 — Белопятнистая филломедуза
- Phyllomedusa trinitatis Mertens, 1926 — Белопятнистая филломедуза
- Phyllomedusa vaillantii Boulenger, 1882 — Зелёная филломедуза
- Phyllomedusa venusta Duellman & Trueb, 1967 — Краснобрюхая филломедуза

## Фото

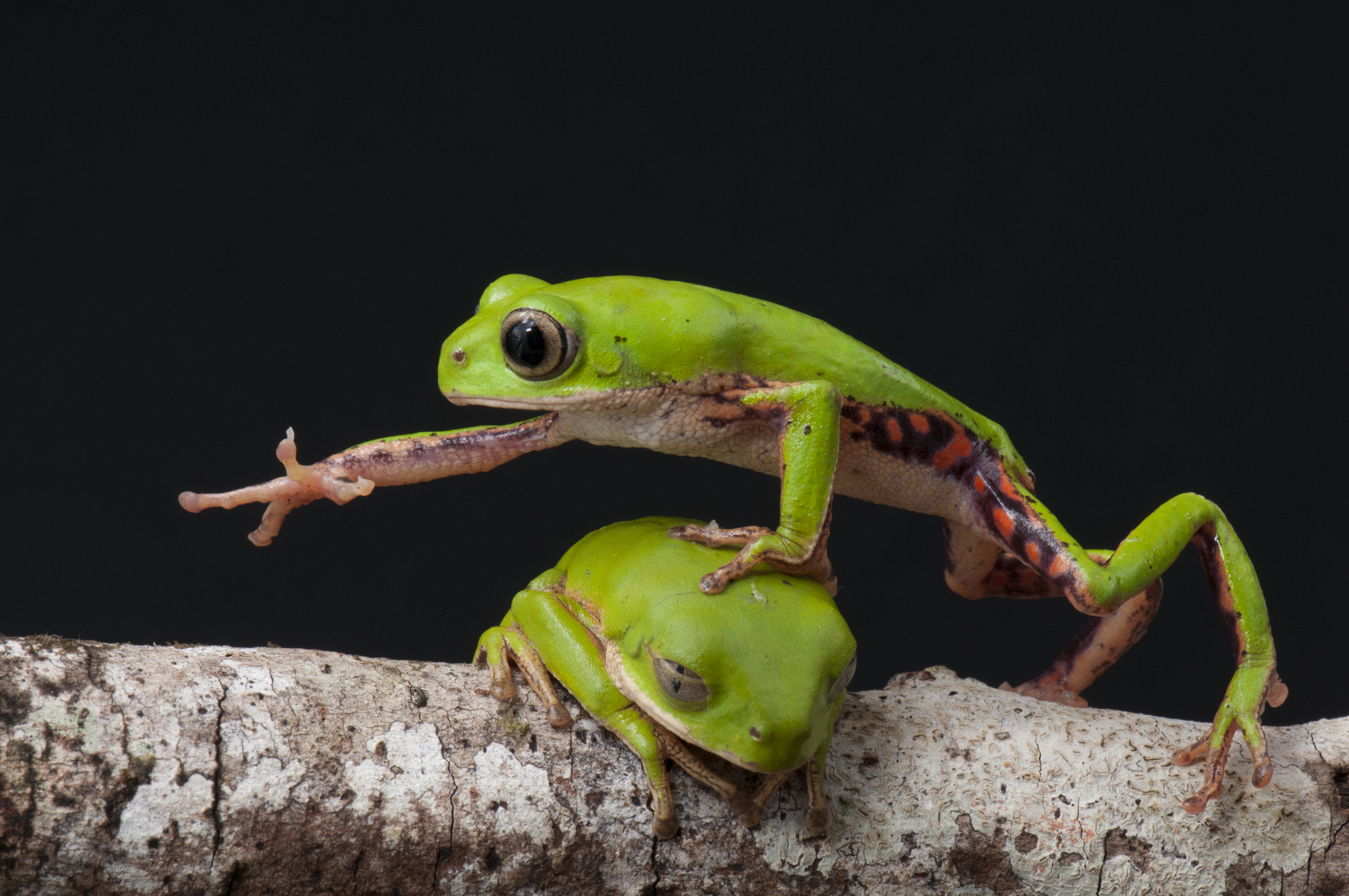
Сетчатобокая филомедуза
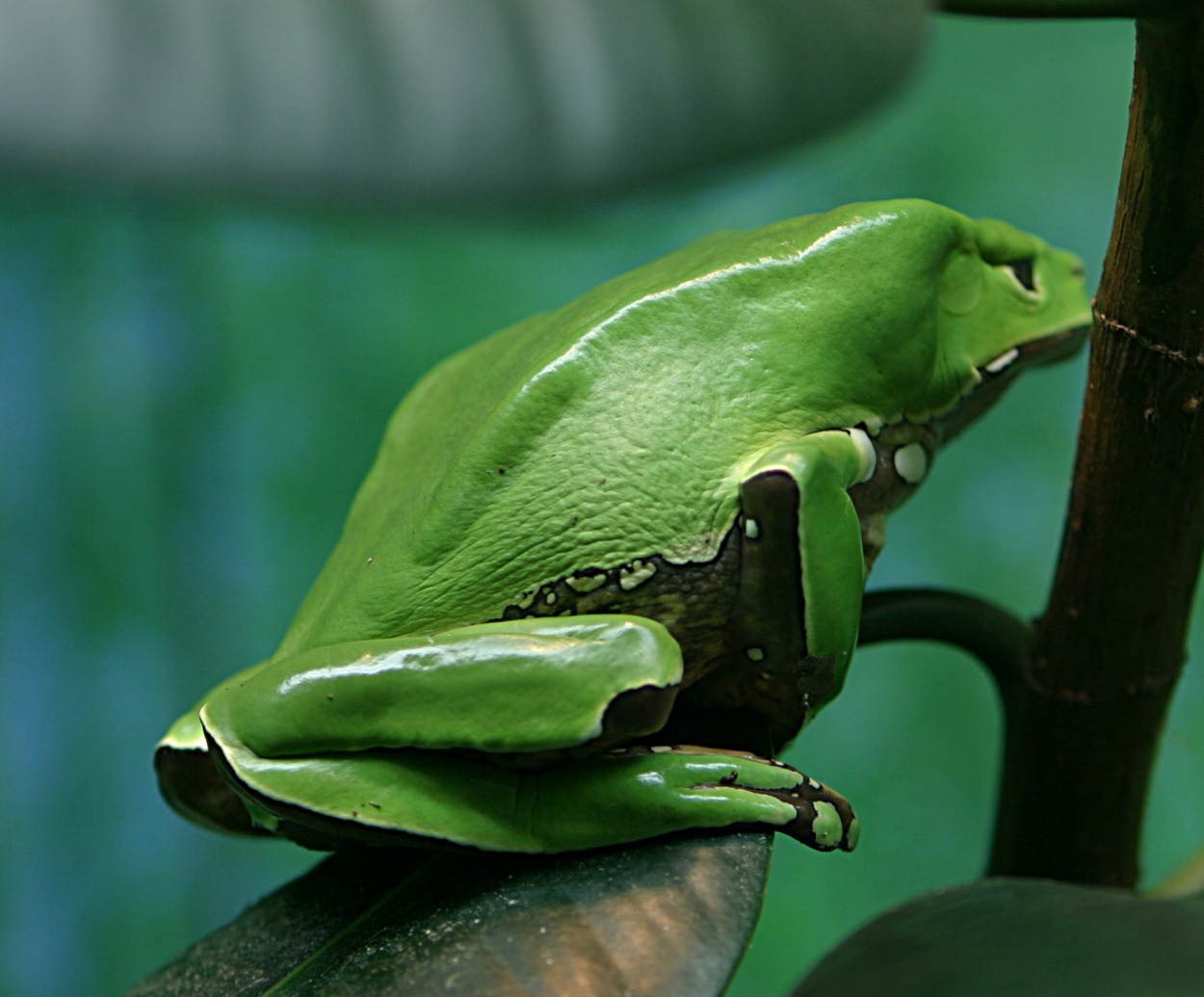
Двухцветная филломедуза
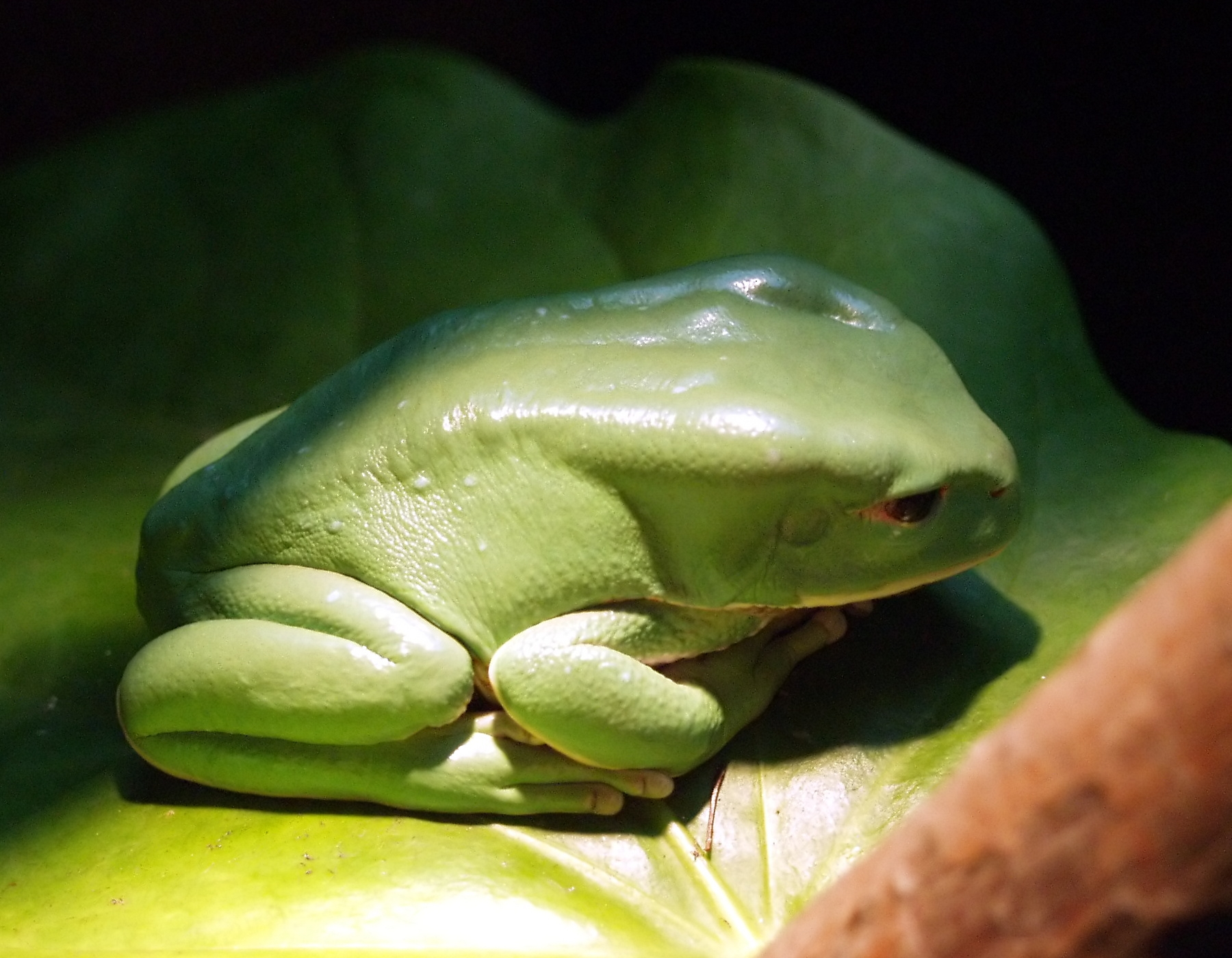
Верхнеамазонская филломедуза
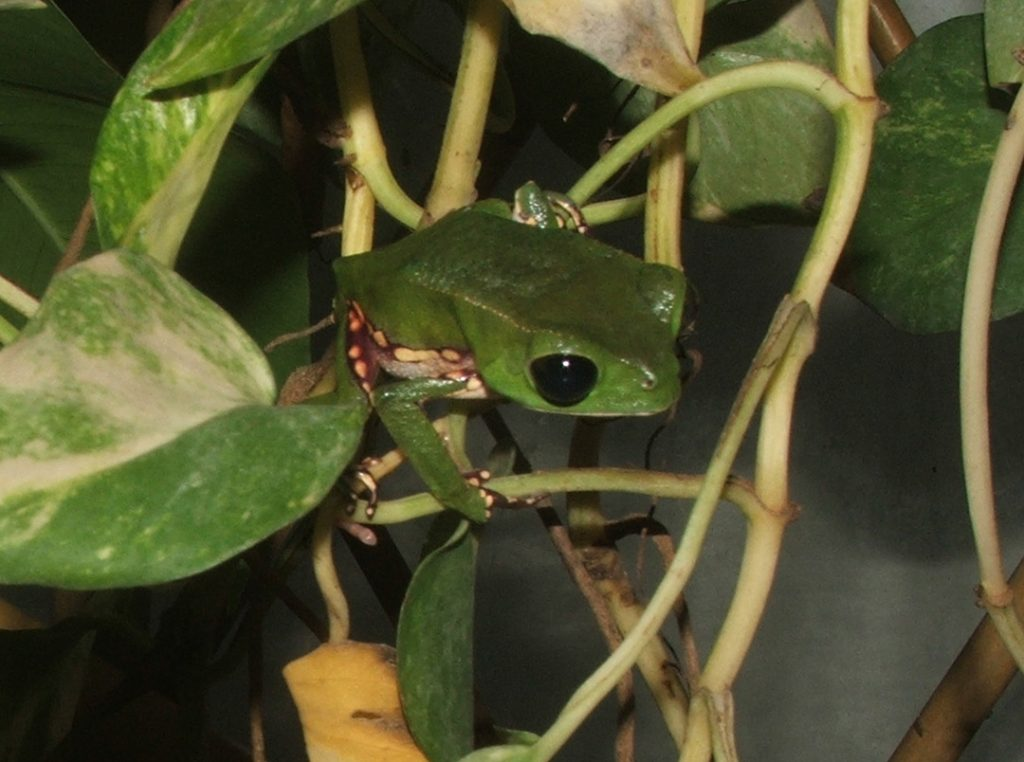
Зелёная филломедуза